# Castillo de Alesga
El castillo de Alesga es una fortaleza española situada en una ladera del valle de San Pedro las proximidades de localidad de San Salvador de Alesga, en el concejo de Teverga, en Asturias, dominando la ruta del Puerto de Ventana, que comunica con León.

## Historia
Se cree que su construcción se produjo en la Baja Edad Media, aunque pudo situarse sobre una construcción romana anterior. Esta hipótesis se ve sustentada por el hecho de que en la zona se han encontrado monedas romanas.

## Estructura
Medía unos 20 por 40 metros, con una gran torre cuadrangular en su centro. Tan sólo sigue en pie la parte baja de una torrecita circular y un tramo de muro de mampostería exterior.
Aunque la actual estructura es medieval, se especula con la posibilidad de que en origen fuera una torre romana. Es mencionado documentalmente por primera vez en 1122, y para el siglo XV era propiedad de la Casa de Miranda.

## Fauna local
Debido a la altura del promontorio, es habitual ver por la zona diversas aves como alimoches, buitres o águilas reales.